# Ernesto Rodolfo Hintze Ribeiro
Ernesto Rodolfo Hintze Ribeiro (* 7. November 1849 in Ponta Delgada auf der Azoreninsel São Miguel; † 1. August 1907 in Lissabon) war ein portugiesischer Politiker aus der Zeit der Monarchie. Er war Führer der Regenerationspartei, hatte verschiedene Ministerposten inne und war dreimal (1893–1897, 1900–1904 und 1906) Regierungschef von Portugal.

## Leben

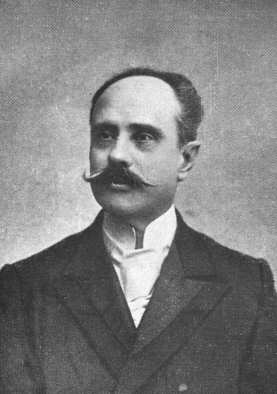
Ernesto Rodolfo Hintze Ribeiro

Hintze Ribeiro promovierte 1872 in Jura an der Universität Coimbra. Zu Zeiten von Fontes Pereira de Melo trat er in dessen Regenerationspartei ein und wurde 1878 zum ersten Mal in die Cortes gewählt. Er wurde bald ein enger Mitarbeiter von Fontes. 1881, als Fontes erneut Ministerpräsident wurde, trat er als Minister für Öffentliche Arbeiten in die Regierung ein. Später übernahm er zeitweise auch die Ministerien der Finanzen und für Auswärtige Angelegenheiten. Als Minister für Öffentliche Arbeiten machte er sich besonders um die Verlegung eines unterseeischen Telegrafenkabels zwischen Portugal und den Azoren verdient. Nach Ende der Regierung Fontes wurde er zum Mitglied des Oberhauses ernannt, wo er schnell Wortführer der Opposition gegen die Regierung der Progressiven Partei wurde. Nach dem Tod von Fontes übernahm Serpa Pimentel die Führung der Regenerationspartei, mit diesem gelang es der Partei 1890 wieder an die Macht zu kommen. In der Regierung Serpa Pimentel übernahm Hintze Ribeiro das Außenministerium des Landes. 
Portugal war zu diesem Zeitpunkt gerade in eine folgenschwere Auseinandersetzung mit Großbritannien um die portugiesischen Kolonialgebiete in Afrika verwickelt, das Amt des Außenministers war deshalb wohl das schwierigste Amt, das in der Regierung zu vergeben war. Portugal kontrollierte damals nur die Küstengebiete seiner beiden großen Kolonien Portugiesisch West- und Ostafrika (das heutige Mosambik und Angola) wirklich, nicht jedoch das Hinterland. Das Land lancierte nun den Plan, die Kolonien in das Hinterland soweit auszudehnen, dass sich die beiden Gebiete berühren würden, um so ein zusammenhängendes, großes portugiesisches Kolonialreich in Afrika zu schaffen. Dieser Plan kollidierte mit britischen Vorstellungen, die ihre Kolonien von Ägypten bis Südafrika ebenfalls verbinden wollten. Die Briten stellten den Portugiesen ein Ultimatum, angesichts der machtpolitischen Realitäten blieb der portugiesischen Regierung nichts anderes übrig, als das Ultimatum zu akzeptieren, auf den Ausbau des Kolonialreichs also zu verzichten. Der Plan, ein zusammenhängendes Kolonialreich in Afrika zu schaffen, hatte in Portugal für nationalistische Begeisterung gesorgt, entsprechend groß war die Enttäuschung in der Bevölkerung, als er aufgegeben werden musste. Die Regierung Serpa Pimentel fiel darüber und so verlor auch Hintze Ribeiro seinen Ministerposten.
1893 kam die Regenerationspartei erneut an die Macht. Serpa Pimentel, zu diesem Zeitpunkt bereits erkrankt, lehnte es ab, erneut die Regierung zu übernehmen, und schlug stattdessen Hintze Ribeiro vor, der so zum ersten Mal Ministerpräsident wurde. Die erste Regierung Hintze Ribeiro blieb bis 1897 im Amt. 1900 starb Serpa Pimentel, und Hintze Ribeiro übernahm die Führung der Regenerationspartei, zu diesem Zeitpunkt in der Opposition. Von 1900 bis 1904 und erneut kurzzeitig 1906 war er wiederum Ministerpräsident. Diese letzte Regierung war durch große Probleme gekennzeichnet. Die Aufstände in der portugiesischen Marine sowie die gestiegene Popularität der Republikaner (eine Demonstration, bei der der republikanische Führer Bernardino Machado sprach, wurde auf Hintze Ribeiros Befehl mit großer Brutalität durch die Polizei aufgelöst), führten schließlich dazu, dass Hintze Ribeiro das Vertrauen König Karls I. verlor. Auf seinen Rücktritt folgte dann die diktatorische Regierung des João Franco. Ein Jahr später starb Hintze Ribeiro in Lissabon.
Hintze Ribeiro heiratete 1873 in seinem Heimatort Ponta Delgada Joana Rebelo de Chaves. Er hatte keine Kinder.
| Vorgänger                                 | Amt                                                   | Nachfolger                         |
| ----------------------------------------- | ----------------------------------------------------- | ---------------------------------- |
| José Dias Ferreira José Luciano de Castro | Premierminister von Portugal 1893–1897 1900–1904 1906 | José Luciano de Castro João Franco |

| Personendaten    | Personendaten                                |
| ---------------- | -------------------------------------------- |
| NAME             | Hintze Ribeiro, Ernesto Rodolfo              |
| KURZBESCHREIBUNG | portugiesischer Politiker                    |
| GEBURTSDATUM     | 7. November 1849                             |
| GEBURTSORT       | Ponta Delgada auf der Azoreninsel São Miguel |
| STERBEDATUM      | 1. August 1907                               |
| STERBEORT        | Lissabon                                     |